# Santa Lucía, Colombia
Santa Lucía är en ort i Colombia.   Den ligger i departementet Atlántico, i den norra delen av landet, 600 km norr om huvudstaden Bogotá. Santa Lucía ligger 9 meter över havet och antalet invånare är 15 760.
Terrängen runt Santa Lucía är mycket platt. Runt Santa Lucía är det ganska tätbefolkat, med 70 invånare per kvadratkilometer. Närmaste större samhälle är Campo de la Cruz, 10,3 km nordost om Santa Lucía. Omgivningarna runt Santa Lucía är en mosaik av jordbruksmark och naturlig växtlighet.